# Huzhou
Huzhou, tidigare känd som Huchow, är en stad på prefekturnivå i den norra delen av Zhejiangprovinsen i Kina. Den ligger omkring 66 kilometer nordväst om provinshuvudstaden Hangzhou.
Storstadsområdet hade 2,8 miljoner invånare vid folkräkningen år 2010, med 1 293 219 invånare i själva centralorten. Huzhou gränsar bland annat till Taisjön (Tai Hu) i norr, en av landets största insjöar.

## Administrativ indelning
Huzhous stadsprefektur omfattar två stadsdistrikt samt tre härad.
| Karta       | Nr              | Indelning | Kinesiska | Befolkning (2010) | Area (km2) | Befolknings- täthet |
| ----------- | --------------- | --------- | --------- | ----------------- | ---------- | ------------------- |
| Innerstaden |                 |           |           |                   |            |                     |
| 1           | Wuxing          | 吴兴区    | 757 165   | 871               | 869,30     |                     |
| Förort      |                 |           |           |                   |            |                     |
| 2           | Nanxun          | 南浔区    | 536 054   | 716               | 748,67     |                     |
| Landsbygd   |                 |           |           |                   |            |                     |
| 3           | Changxing härad | 长兴县    | 641 982   | 1 388             | 462,52     |                     |
| 4           | Deqing härad    | 德清县    | 491 789   | 936               | 525,41     |                     |
| 5           | Anji härad      | 安吉县    | 466 552   | 1 882             | 247,90     |                     |

¹Stadsdistrikten Nanxun och Wuxing var ett enda distrikt år 2000 under namnet Shixia, som hade totalt 1 145 414 invånare. Detta distrikt har därefter delats upp i de nuvarande två distrikten.

### Orter
Huzhous stadsprefektur omfattar inte enbart Huzhou med närmaste omgivning, utan även ett antal andra stora eller medelstora orter. Centrala Huzhou är indelad i sju gatuområden (jiedao) med totalt 219 283 invånare vid folkräkningen 2000.

#### Orter med över 100000 invånare
| Ort      | Invånarantal 1 november 2000 |
| -------- | ---------------------------- |
| Huzhou   | 219 283                      |
| Zhicheng | 161 647                      |
| Nanxun   | 133 911                      |
| Zhili    | 130 333                      |
| Dipu     | 114 247                      |

## Klimat
Genomsnittlig årsnederbörd är 1 811 millimeter. Den regnigaste månaden är augusti, med i genomsnitt 274 mm nederbörd, och den torraste är november, med 70 mm nederbörd.